# Marathon van Los Angeles 2015
De marathon van Los Angeles 2015 vond op 15 maart plaats in Los Angeles. Het was de 30e keer dat dit evenement werd gehouden. Deze editie werd gesponsord door ASICS.
Bij de mannen werd de wedstrijd gewonnen door de Keniaan Daniel Kiprop in 2:10.36. Hij versloeg zijn landgenoot Lani Kiplagat met een voorsprong van ruim twee minuten. Bij de vrouwen zegevierde de Keniaanse Ogla Kimaiyo in 2:34.10. Zij had een voorsprong van 23 seconden op de Russische Nataliya Puchkova.
In totaal finishten 21.904 lopers de wedstrijd, waarvan 12.232 mannen en 9372 vrouwen.

## Uitslagen

### Mannen
| rang   | naam           | land | tijd    |
| ------ | -------------- | ---- | ------- |
| Goud   | Daniel Kiprop  | KEN  | 2:10.36 |
| Zilver | Lani Kiplagat  | KEN  | 2:12.43 |
| Brons  | Jared Ward     | USA  | 2:12.56 |
| 4      | Edwin Kibet    | KEN  | 2:13.36 |
| 5      | David Kemboi   | KEN  | 2:15.34 |
| 6      | Matthew Llano  | USA  | 2:16.13 |
| 7      | Michael Morgan | USA  | 2:16.56 |
| 8      | Daniel Tapia   | USA  | 2:17.14 |
| 9      | Maxwell King   | USA  | 2:17.32 |
| 10     | Stephen Shay   | USA  | 2:18.08 |

### Vrouwen
| rang   | naam               | land | tijd    |
| ------ | ------------------ | ---- | ------- |
| Goud   | Ogla Kimaiyo       | KEN  | 2:34.10 |
| Zilver | Nataliya Puchkova  | RUS  | 2:34.33 |
| Brons  | Blake Russell      | USA  | 2:34.57 |
| 4      | Mao Kuroda         | JPN  | 2:35.04 |
| 5      | Heather Lieberg    | USA  | 2:35.32 |
| 6      | Brianne Nelson     | USA  | 2:36.07 |
| 7      | Jodie Robertson    | USA  | 2:36.18 |
| 8      | Rebecca Wade       | USA  | 2:37.30 |
| 9      | Kathleen Dicamillo | USA  | 2:37.59 |
| 10     | Lauren Jimison     | USA  | 2:39.16 |

1986 ·
1987 ·
1988 ·
1989 ·
1990 ·
1991 ·
1992 ·
1993 ·
1994 ·
1995 ·
1996 ·
1997 ·
1998 ·
1999 ·
2000 ·
2001 ·
2002 ·
2003 ·
2004 ·
2005 ·
2006 ·
2007 ·
2008 ·
2009 ·
2010 ·
2011 · 
2012 ·
2013 ·
2014 ·
2015 ·
2016 ·
2017